# Zebraplatys harveyi
Zebraplatys harveyi là một loài nhện trong họ Salticidae.
Loài này thuộc chi Zebraplatys. Zebraplatys harveyi được Marek Żabka miêu tả năm 1992.